# Parc de Kiikeli
Le parc de Kiikeli (finnois : Kiikelinpuisto) est un parc situé dans le quartier de Pokkinen à Oulu en Finlande.

## Présentation
Le parc de Kiikeli, situé dans les iles Kiikeli et Elba, a reçu le prix de la structure environnementale de l'année en 2002,,.
Le parc a été conçu avec la zone résidentielle de Kiikeli, l'embouchure du fleuve Oulujoki et la place du marché d'Oulu.
Le port de plaisance est à côté du parc.
Le parc est planté de bouleau, Saule laurier, aulne noir et de Saule marsault et d'Argousiers.

## Vues du parc

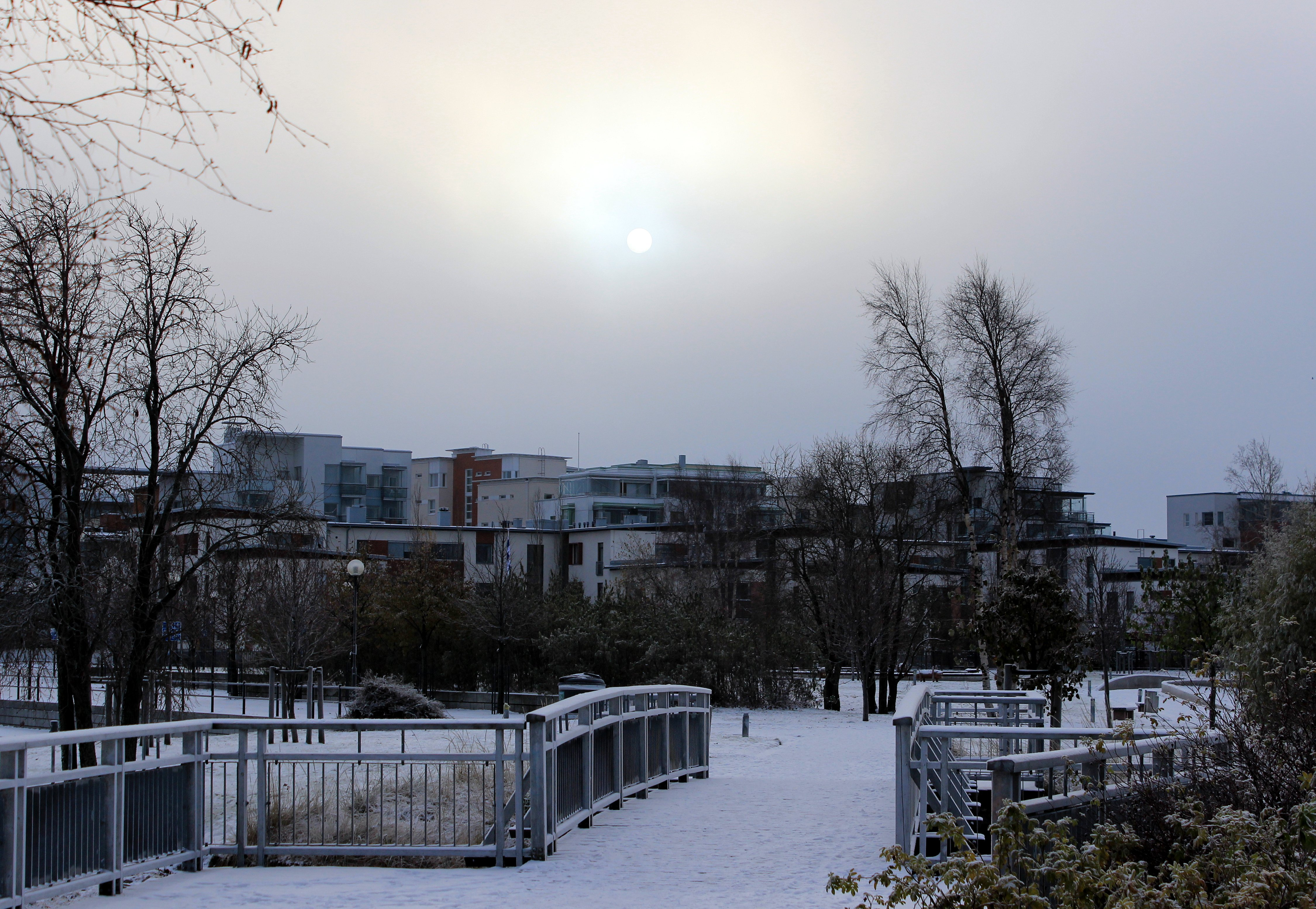